# Alina Zaghitova
Alina Ilnazovna Zaghitova (pron. Zah-GHIT---vah; rusă Алина Ильназовна Загитова; n. 18 mai 2002, Ijevsk, Udmurtia, Rusia) este o patinatoare rusă care concurează la individual feminin. Ea este campioană olimpică la Jocurile Olimpice din 2018, campioană la concursul European din 2018, campionă în 2017- 2018 la Grand Prix Final și Campioană Națională a Rusiei în 2018. Zaghitova, de asemenea, a câștigat o medalie de argint în proba pe echipe la Jocurile Olimpice de Iarnă din 2018, reprezentând echipa OAR (Sportivii Olimpici din Rusia). La începutul carierei sale, a câștigat aurul la Campionatele Mondiale de Juniori în 2017 și la Campionatul de Juniori Grand Prix în 2016-2017. 
La Campionatul de Juniori Grand Prix 2016-2017, ea a devenit prima junioare care a obținut un scor total peste 200. Zaghitova deține în prezent recordul mondial pentru scorul cel mai mare într-un program scurt.

## Viața personală
Zaghitova s-a născut pe 18 mai 2002 în Izhevsk, Udmurtia. Ea este fiica lui Leysan Zaghitova și a lui Ilnaz Zaghitov, un antrenor de hochei din Tatarstan. Are o soră, Sabina, care este cu șapte ani mai tânără decât ea. Ea nu a avut un nume timp de un an, până când părinții ei au decis să-i dea numele „Alina” după vizionarea artistică a gimnastei din Rusia, Alina Kabaeva. La vârsta de 13 ani s-a mutat la Moscova alături de bunica ei și a continuat să trăiască cu aceasta. De-a lungul copilăriei, hobby-ul ei a fost desenul. Într-un interviu cu Rita Mamun în Coreea, Zaghitova a mărturisit că este aparent o iubitoare de animale de companie având două chinchilla exotice acasă, la Moscova, alături de un câine și o pisică.

## Cariera

### Primii ani
Zaghitova a avut prima lecție de patinaj, ca și copil de patru ani, cu Damira Pichugina în Mahacikala, Tatarstan, unde tatăl ei a fost antrenor de hochei pentru Clubul Neftyanik. După ce familia s-a mutat înapoi la Izhevsk, în 2008, a început să se antreneze cu antrenoarea Natalia Antipina. În 2015 s-a mutat la Moscova pentru a fi antrenată de Eteri Tutberidze și Serghei Dudakov.
Zaghitova a terminat a 9-a la Campionatele de Juniori din Rusia din 2016 după clasarea pe locul al 12-lea în programul scurt și a 8-a la patinaj liber.

### Sezonul 2016-2017

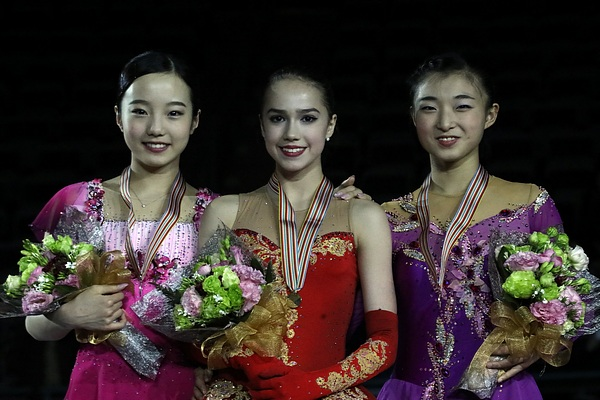
Zaghitova (mijloc) pe podium la Campionatele Mondiale de Juniori 2017

Debutul internațional al lui Zaghitova a venit la sfârșitul lunii august 2016, la ISU Junior Grand Prix (JGP) 2016-2017, concurs în Saint-Gervais-les-Bains, Franța; clasată pe primul loc la ambele probe, ea a câștigat medalia de aur înaintea lui Kaori Sakamoto. Scorul total la eveniment, 194,37 puncte, a fost al doilea cel mai mare obținut vreodată de o femeie patinatoare la nivel de junior, urmată doar de Polina Tsurskaya. Zaghitova a luat medalia de bronz la evenimentul JGP în Slovenia, după patinatoarea japoneză Rika Kihira și Marin Honda. Rezultatele au calificat-o la finala JGP 2016-2017, care a avut loc în decembrie în Marsilia.
În Franța, Zaghitova s-a clasat pe primul loc în ambele segmente și a marcat noi scoruri la toate categoriile de junior feminin. Ea a fost distinsă cu medalia de aur cu un total de 207,43 puncte, cu 13 puncte mai sus față de colega ei de echipă și medaliata cu argint Anastasiia Gubanova (194,07). Ea a devenit prima junioare patinatoare feminină din istorie care a avut un scor total peste nota 200. Concurând la nivel înalt, la sfârșitul lunii decembrie, Zaghitova s-a clasat pe locul al treilea la programul scurt și a doua la liber în cadrul Campionatului din Rusia 2017, castigând medalia de argint față de partenera ei de antrenament, Evgenia Medvedeva. În februarie 2017, Zaghitova a câștigat medalia de aur la Festivalul Olimpic European de Tineret din Turcia.

### Sezon 2017-2018: Titlul Olimpic și primul record mondial
Zaghitova a început sezonul cu o victorie la CS Lombardia Trophy, după ce s-a plasat a treia la programul scurt, dar prima dată la liber, cu un scor total de 218,46. Pentru sezonul Grand Prix 2017-2018, Zaghitova a participat la două evenimente, Cupa din China și Internationaux de France. În China s-a clasat a patra la programul scurt, dar s-a mobilizat pentru a câștiga sesiunea de patinaj individual și a câștigat în final medalia de aur cu un scor total de 213,88. La Internationaux de France, Zaghitova s-a clasat a cincea în programul scurt, după o cădere la triplu lutz și mai multe rotații nereușite. Cu toate acestea, ea s-a plasat pe primul loc la patinaj programul liber cu un nou, cel mai bun scor personal de 151,34 și a luat aurul. Rezultatele i-au permis să se califice pentru Grand Prix Final 2017-2018.
La Grand Prix Final, Zaghitova a înregistrat cel mai bun scor personal în programul scurt, 76,27, și a fost pe locul al doilea în spatele lui Kaetlyn Osmond ca poziție la programul liber. Zaghitova s-a plasat pe primul loc la programul liber, în ciuda a două greșeli minore, și a primit un scor personal general mai bun de 223,30, devenind campioana Grand Prix Final 2017-2018. Mai târziu în acea lună, ea a câștigat titlul Național în Rusia, în absența lui Medvedeva, câștigând pentru prima dată în ambele segmente, cu un scor total de 233,59 puncte.
La Campionatul European din 2018, care a avut loc la Moscova, Zaghitova a terminat pe primul loc, caștigând peste coechipiera ei, Evgenia Medvedeva. A fost prima dată când Medvedeva a fost declasată în ultimii doi ani. În ziua următoare, 21 ianuarie, Zaghitova a fost primită în echipa Olimpică Rusă (împreună cu Medvedeva și Maria Sotskova).
La jocurile Olimpice pe echipe, cele 10 puncte pe care Zaghitova le-a câștigat pentru primul loc în concursul feminin de patinaj liber, au ajutat Rusia să câștige medalia de argint. Ea a marcat 158,08, stabilind un nou, cel mai bun scor personal și doborând recordul pentru cel mai mare scor tehnic obținut vreodată de o echipă feminină la patinaj artistic. La programul individual feminin, Zaghitova a avut un patinaj curat la programul scurt și a realizat un nou scor de record mondial de 82,92, care a bătut recordul anterior de 81,61 pe care Medvedeva l-a realizat mai devreme în acea seară. Scorul ei total de 239,57 a fost un nou scor personal cel mai bun. Zaghitova a câștigat medalia de aur la acest eveniment, la vârsta de 15 ani și 281 de zile, a devenit una dintre cele mai tinere patinatoare artistice dintre campionii Olimpici și, de asemenea, prima atletă care a câștigat o medalie de aur și s-a născut în secolul XXI. 

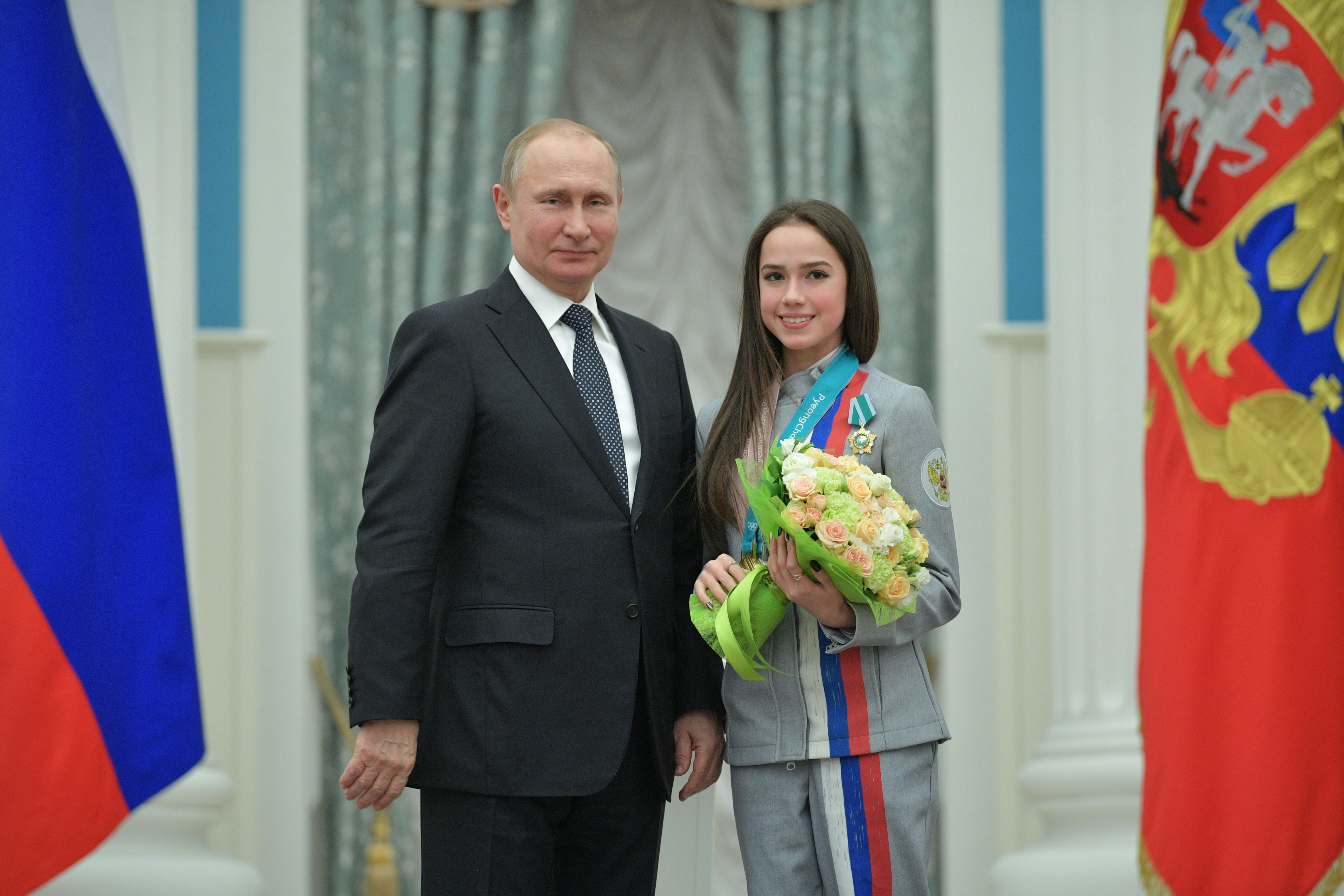
Vladimir Putin, Președintele Rusiei, la decorația cu „Ordinul Prieteniei” a lui Zaghitova în 2018

În timpul Jocurilor Olimpice din 2018, New York Times a raportat că Zaghitova a efectuat cel mai dificil program din punct de vedere tehnic din istoria personalităților feminine medaliate cu aur Olimpic, prin efectuarea unei valori de bază de 46,1, aproximativ 25% mai mare decât cea a lui Kristi Yamaguchi și Tara Lipinski  în 1990 și mai mult decât dublu față de Dorothy Hamill în timpul Jocurilor Olimpice în anii 1970. Anterior, în 1998, Lipinski a devenit prima femeie care a inclus o combinație de triplu loop-triplu loop în programul Olimpic. Prin comparație, Zaghitova a finalizat cu o combinație de triplu lutz-triplu loop în 2018, la Jocurile Olimpice.
La patinaj, programul liber din cadrul Jocurilor Olimpice din 2018, Zaghitova a fost singura concurentă care a efectua toate (unsprezece) sărituri în a doua jumătate a programului. Acest lucru a fost capitalizat pe sistemul de scor ISU, care acordă un bonus de 10% salturilor efectuate pe „picioarele obosite”. Combinația ei de saritură de triplu lutz–triplu loop a fost din punct de vedere tehnic mai dificilă și a obținut un scor mai mare decât cele efectuate de către competitorii ei, indiferent în ce moment au apărut în program. Cu toate acestea, plasarea de către Zaghitova a salturilor la final în program, a condus la mai multe interpretări; unii au lăudat atletismul și priceperea ei tehnică într-un program artistic la o vârstă așa de fragedă, în timp ce alții au susținut că amplasarea săriturilor în a doua jumătate, sau „amânarea” a făcut ca programul ei să fie dezechilibrat, și prin urmare, i-a scăzut valoarea de performanță. 
Zaghitova a concurat la Campionatul Mondial de la Milano din 2018. În programul scurt, s-a clasat a doua după Carolina Kostner, dar a căzut de trei ori în timpul programului liber, ceea ce a clasat-o pe poziția a șaptea. Ea s-a clasat în final pe locul 5. 

### Sezon 2018-2019
Zagitova a început sezonul 2018-2019 la CS Nebelhorn Trophy 2018 din Oberstdorf, Germania. Ea s-a clasat pe primul loc atât după programul scurt, cât și programul liber, câștigând aurul cu un total de 238,43 puncte.
La începutul lunii noiembrie Zagitova a concurat la primul său eveniment Grand Prix al sezonului, Grand Prix-ul de la Helsinki din 2018. S-a clasat pe primul loc atât în programul scurt, cât și în programul liber și a câștigat medalia de aur cu o marjă de aproximativ 18 puncte față de medaliata cu argint, coechipiera sa, Stanislava Konstantinova.

## Recorduri mondiale

### Rezultatele Scorurilor Mondiale
Zagitova a stabilit 4 scoruri record mondial în cadrul sistemului +5 / -5 GOE (Grade of Execution).
| Recorduri program scurt Senior feminin | Recorduri program scurt Senior feminin | Recorduri program scurt Senior feminin | Recorduri program scurt Senior feminin |
| Data                                   | Scor                                   | Eveniment                              | Notă                                   |
| -------------------------------------- | -------------------------------------- | -------------------------------------- | -------------------------------------- |
| 27 septembrie 2018                     | 79,93                                  | CS Nebelhorn Trophy 2018               |                                        |
| Recorduri program liber Senior feminin |                                        |                                        |                                        |
| Data                                   | Scor                                   | Eveniment                              | Notă                                   |
| 28 septembrie 2018                     | 158,50                                 | CS Nebelhorn Trophy 2018               |                                        |
| Recorduri scor total Senior feminin    |                                        |                                        |                                        |
| Data                                   | Scor                                   | Eveniment                              | Notă                                   |
| 28 septembrie 2018                     | 238,43                                 | CS Nebelhorn Trophy 2018               |                                        |

### Scoruri Mondiale Istorice
Notă: Din cauza introducerii sistemului nou +5 / -5 GOE (Grade of Execution) care a înlocuit sistemul GOE +3 / -3 anterior, ISU a decis că toate statisticile încep de la zero începând cu sezonul 2018-19 și toate statisticile anterioare sunt istorice.
Zagitova a stabilit un scor record la nivel mondial și cinci scoruri la junior internațional înainte de sezonul 2018-2019.
| Scor program scurt Senior feminin         | Scor program scurt Senior feminin | Scor program scurt Senior feminin     | Scor program scurt Senior feminin |
| Data                                      | Scor                              | Eveniment                             | Notă |
| ----------------------------------------- | --------------------------------- | ------------------------------------- | --- |
| 21 februarie 2018                         | 82,92                             | Jocurile Olimpice de Iarnă din 2018   | Scorul poziției mondiale, până la schimbarea sistemului GOE la data de 1 iulie 2018. |
| Total scor Junior feminin                 |                                   |                                       | |
| Data                                      | Scor                              | Eveniment                             | Notă |
| 19 martie 2017                            | 208,60                            | 2017 Campionatele Mondiale de Juniori | Recordul a fost doborât de Alexandra Trusova în 2018 la Campionatul Mondial de Juniori. |
| 11 decembrie 2016                         | 207,43                            | 2016-2017 Junior Grand Prix Final     | Zaghitova a devenit prima junioară cu un scor de peste 200 de puncte. |
| Recorduri Junior feminin, programul scurt |                                   |                                       | |
| Data                                      | Scor                              | Eveniment                             | Notă |
| 10 decembrie 2016                         | 70,92                             | 2016-2017 Junior Grand Prix Final     | Zaghitova a devenit prima junioară cu un scor mai mare de 70 de puncte în programul scurt. Recordul a fost rupt de Alena Kostornaia din Rusia la 2017 - 2018 Junior Grand Prix Final, cu 71,65 puncte. |
| Recorduri Junior feminin, patinaj liber   |                                   |                                       | |
| Data                                      | Scor                              | Eveniment                             | Notă |
| 19 martie 2017                            | 138,02                            | Campionatele Mondiale de Juniori 2017 | Recordul a fost rupt de Alexandra Trusova la Campionatele Mondiale de Juniori 2018. |
| 11 decembrie 2016                         | 136,51                            | 2016-2017 Junior Grand Prix Final     | |

## Programe
| Sezonul   | Program scurt | Program liber | Prezentări                           |
| --------- | --- | --- | ------------------------------------ |
| 2018-2019 | - Fantoma de la Operă (coloana sonoră) de Andrew Lloyd Webber coregrafie Daniil Gleichengauz                                  | - Carmen de Georges Bizet coregrafie Daniil Gleichengauz | - Survivor (din Tomb Raider) de 2WEI |
| 2017–2018 | - Lebăda neagră de Clint Mansell - The Middle of the World (din Moonlight) de Nicholas Britell coregrafie Daniil Gleichengauz | - Don Quixote de Ludwig Minkus | - Afro Blue de Jazzmeia Horn         |
| 2016–2017 | - Samson și Dalila de Camille Saint-Saëns                                                                                     | - Don Quixote de Ludwig Minkus | - Pantera Roz de Henry Mancini       |
| 2015–2016 | - Pantera Roz de Henry Mancini                                                                                                | - Unchained Melody (Dance) / The Love Inside - Suspend My Disbelief / I Had A Life (din Ghost the Musical) de Dave Stewart și Glen Ballard interpretat de Richard Fleeshman și Caissie Levy |                                      |

## Repere competitive
| Internațional | Internațional | Internațional | Internațional       | Internațional       |
| Evenimente | 15–16         | 16–17         | 17–18               | 18–19               |
| --- | ------------- | ------------- | ------------------- | ------------------- |
| Jocurile Olimpice |               |               | locul 1             |                     |
| Mondiale |               |               | locul 5             |                     |
| Europene |               |               | locul 1             |                     |
| GP Final |               |               | locul 1             |                     |
| GP Cupa Chinei |               |               | locul 1             |                     |
| GP Finlanda |               |               |                     | locul 1             |
| GP Cupa Rostelecom |               |               |                     |                     |
| GP Franța |               |               | locul 1             |                     |
| CS Lombardia Trophy |               |               | locul 1             |                     |
| CS Nebelhorn Trophy |               |               |                     | locul 1             |
| Internațional: Juniori |               |               |                     |                     |
| Mondiale Juniori |               | locul 1       |                     |                     |
| JGP Final |               | locul 1       |                     |                     |
| JGP Franța |               | locul 1       |                     |                     |
| JGP Slovenia |               | locul 3       |                     |                     |
| Festivalul Olimpic al Tineretului European                                                                                        |               | locul 1       |                     |                     |
| Naționale |               |               |                     |                     |
| Campionatul de Patinaj Artistic Rusia                                                                                             |               | locul 2       | locul 1             | locul 5             |
| Campionatul de Juniori Rusia | locul 9       | locul 1       |                     |                     |
| Evenimente pe echipă |               |               |                     |                     |
| Jocurile Olimpice |               |               | locul 2 E locul 1 P |                     |
| Japan Open |               |               | locul 1 E locul 3 P | locul 2 E locul 1 P |
| E = rezultat echipă; P = rezultat individual. La evenimentele de echipă, medaliile sunt acordate numai pentru rezultatul echipei. |               |               |                     |                     |

## Rezultate detaliate

### Nivel Senior

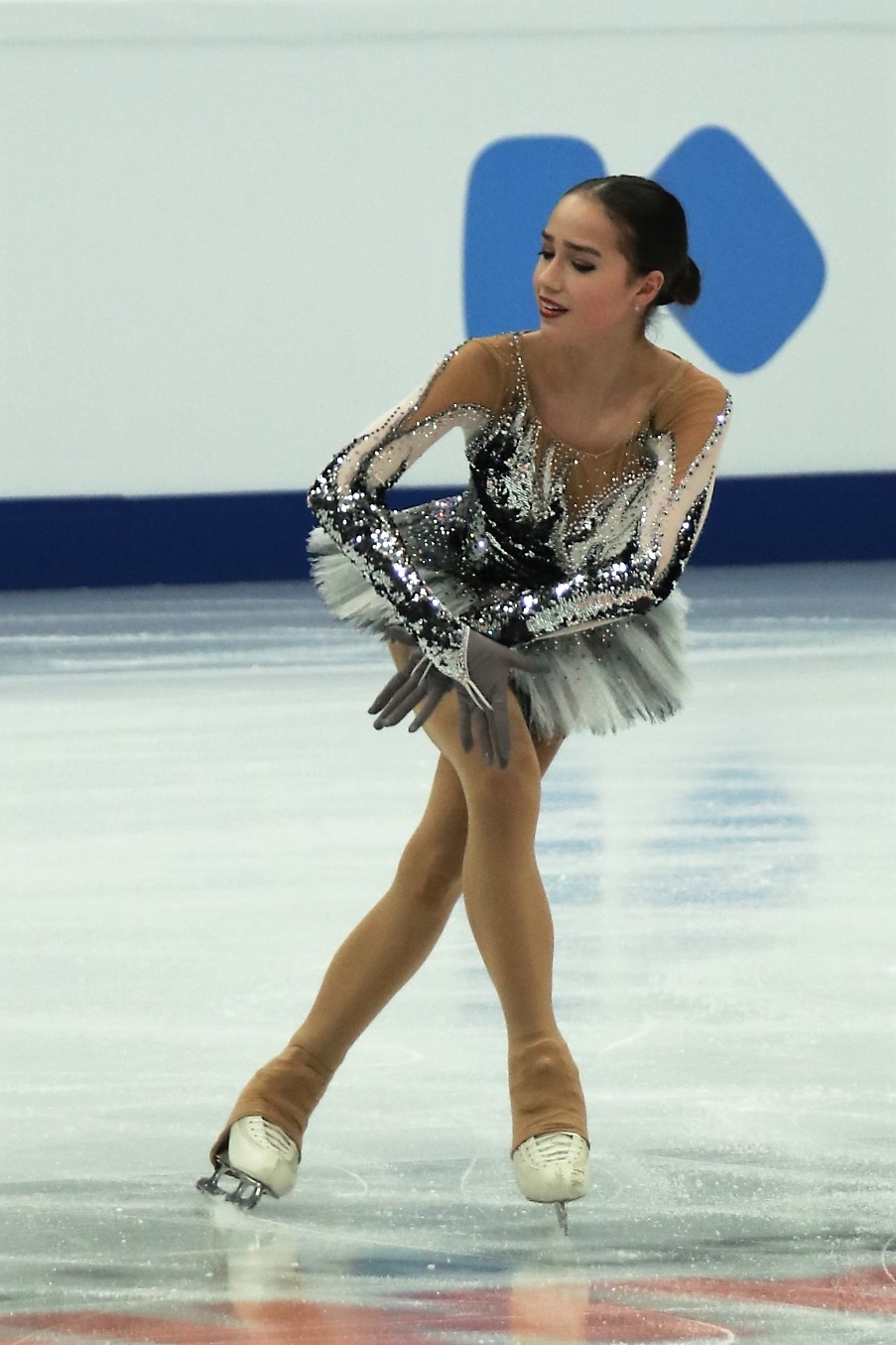
Zaghitova la Campionatele Europene, program scurt, în 2018

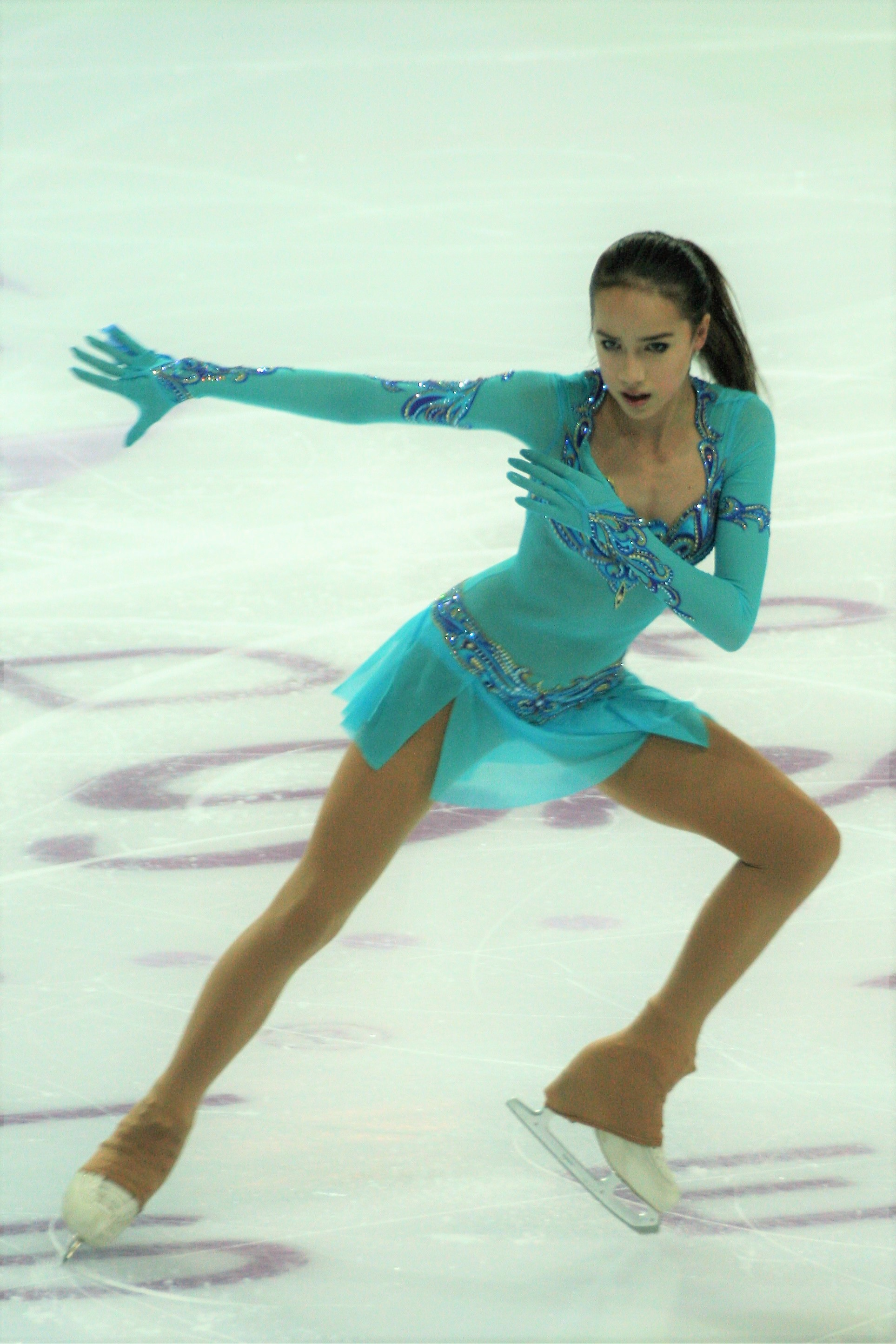
Zaghitova la Grand Prix Final Juniori 2016-2017, program scurt

Medalii mici pentru programe scurte și programe libere acordate numai la campionatele ISU. La evenimentele pe echipă, medaliile acordate numai pentru rezultatele echipei. Cele mai bune rezultate mondiale ISU evidențiate cu caractere aldine și italice. Cele mai bune rezultate mondiale la nivel istoric ISU evidențiate cu caractere aldine și italice. Cele mai bune rezultate personale evidențiate cu caractere aldine.
| Sezonul 2018-2019     |                                            |               |               |          |
| Data                  | Eveniment                                  | Program scurt | Program liber | Total    |
| 19-23 decembrie 2018  | Campionatul de patinaj artistic Rusia 2019 | 1 80,62       | 12 131,41     | 5 212,03 |
| 6–9 decembrie 2018    | Grand Prix Final 2018-2019                 | 2 77,93       | 2 148,60      | 2 226,53 |
| 16–18 noiembrie 2018  | Cupa Rostelecom 2018                       | 1 80,78       | 1 142,17      | 1 222,95 |
| 2–4 noiembrie 2018    | Grand Prix Finlanda 2018                   | 1 68,90       | 1 146,39      | 1 215,29 |
| 6 octombrie 2018      | Japan Open 2018                            | –             | 1 159,18      | 1 P/2 E  |
| 26-29 septembrie 2018 | CS Nebelhorn Trophy                        | 1 79,93       | 1 158,50      | 1 238,43 |
| Sezonul 2017-2018     |                                            |               |               |          |
| Data                  | Eveniment                                  | Program scurt | Program liber | Total    |
| 19–25 martie 2018     | Campionatele Mondiale 2018                 | 2 79,51       | 7 128,21      | 5 207,72 |
| 14–25 februarie 2018  | Jocurile Olimpice de iarnă 2018            | 1 82,92       | 2 156,65      | 1 239,57 |
| 9–12 februarie 2018   | Jocurile Olimpice de iarnă 2018 (echipă)   | –             | 1 158,08      | 2        |
| 15–21 ianuarie 2018   | Campionatele Europene 2018                 | 1 80,27       | 1 157,97      | 1 238,24 |
| 21–24 decembrie 2017  | Campionatul de Patinaj Artistic Rusia 2018 | 1 78,15       | 1 155,44      | 1 233,59 |
| 7–10 decembrie 2017   | Grand Prix Final 2017–18                   | 2 76,27       | 1 147,03      | 1 223,30 |
| 17–19 noiembrie 2017  | Internationaux de France 2017              | 5 62,46       | 1 151,34      | 1 213,80 |
| 3–5 noiembrie 2017    | Cupa Chinei 2017                           | 4 69,44       | 1 144,44      | 1 213,88 |
| 7 octombrie 2017      | Japan Open 2017                            | –             | 3 145,28      | 3P/1T    |
| 14–17 septembrie 2017 | CS Lombardia Trophy 2017                   | 3 71,29       | 1 147,17      | 1 218,46 |

### Nivel Junior
| Sezonul 2016-2017     |                                                 |        |               |               |          |
| Data                  | Eveniment                                       | Nivel  | Program scurt | Patinaj liber | Total    |
| 15–19 martie 2017     | Campionatele Mondiale la Juniori 2017           | Junior | 1 70.58       | 1 138.02      | 1 208.60 |
| 13–15 februarie 2017  | Festivalul Olimpic al Tineretului European 2017 | Junior | 1 58.30       | 1 128.76      | 1 187.06 |
| 1–5 februarie 2017    | Campionatul de Juniori Rusia 2017               | Junior | 1 74.46       | 1 142.36      | 1 216.82 |
| 20–26 decembrie 2016  | Campionatele din Rusia 2017                     | Senior | 3 74.26       | 2 146.95      | 2 221.21 |
| 8–11 decembrie 2016   | JGP Final 2016−2017                             | Junior | 1 70.92       | 1 136.51      | 1 207.43 |
| 22–24 septembrie 2016 | JGP Slovenia 2016                               | Junior | 1 68.09       | 4 109.29      | 3 177.38 |
| 24–27 august 2016     | JGP France 2016                                 | Junior | 1 68.07       | 1 126.30      | 1 194.37 |
| Sezonul 2015-2016     |                                                 |        |               |               |          |
| Data                  | Eveniment                                       | Nivel  | Program scurt | Patinaj liber | Total    |
| 19–23 ianuarie 2016   | Campionatul de Juniori Rusia 2016               | Junior | 12 52.85      | 8 108.08      | 9 160.93 |